# Iwa Karagiozowa
Iwa Karagiozowa z d. Szkodrewa (bułg. Ива Карагьозова-Шкодрева; ur. 21 września 1971 w Samokowie) – bułgarska biathlonistka, trzykrotna medalistka mistrzostw świata.

## Kariera
W zawodach Pucharu Świata zadebiutowała 21 stycznia 1988 roku w Anterselvie, zajmując siódme miejsce w sprincie. Tym samym już w debiucie zdobyła pierwsze punkty. Pierwszy raz na podium zawodów pucharowych stanęła dwa dni później, wygrywając rywalizację w biegu indywidualnym. 
Wyprzedziła tam Norweżkę Anne Elvebakk i Martinę Stede z RFN. W kolejnych startach jeszcze dziewięć razy stawała na podium zawodów tego cyklu, odnosząc jeszcze cztery zwycięstwa: 28 stycznia 1988 roku w Ruhpolding, 9 marca 1989 roku w Östersund, 1 lutego 1990 roku w Walchsee i 21 stycznia 1993 roku w Anterselvie wygrywała biegi indywidualne. Najlepsze wyniki osiągnęła w sezonie 1987/1988, kiedy zajęła piąte miejsce w klasyfikacji generalnej.
Pierwszy medal zdobyła w 1990 roku, podczas mistrzostw świata w Oslo/Mińsku/Kontiolahti. Wspólnie z Nadeżdą Aleksiewą, Mariją Manołową i Cwetaną Krystewą zdobyła tam brązowy medal w biegu drużynowym. Na rozgrywanych rok później mistrzostwach świata w Lahti wywalczyła kolejne dwa medale. Najpierw razem z Aleksiewą, Manołową i Siłwaną Błagoewą zajęła drugie miejsce w biegu drużynowym. Trzy dni później zajęła trzecie w biegu indywidualnym, ulegając jedynie Petrze Schaaf z RFN i Norweżce Grete Ingeborg Nykkelmo. Była też między innymi czwarta w biegu drużynowym podczas mistrzostw świata w Feistritz w 1989 roku. W międzyczasie wywalczyła także srebrny medal w sprincie na mistrzostwach świata juniorów w Galyatető w 1991 roku.
W 1992 roku wystartowała na igrzyskach olimpijskich w Albertville, zajmując 17. miejsce w biegu indywidualnym, 33. w sprincie i 4. w sztafecie. Na rozgrywanych dwa lata później igrzyskach w Lillehammer, gdzie zajęła 41. pozycję w biegu indywidualnym, 11. w sprincie i 13. w sztafecie. Brała też udział w igrzyskach olimpijskich w Salt Lake City w 2002 roku, plasując się na 32. miejscu w biegu indywidualnym, 41. w sprincie i 4. w sztafecie.

## Osiągnięcia

### Igrzyska olimpijskie
| Rok  | Miejscowość    | Konkurencje | Konkurencje | Konkurencje | Konkurencje | Konkurencje | Konkurencje | Konkurencje |
| Rok  | Miejscowość    | IN          | SP          | PU          | MS          | RL          | MR          | SR          |
| ---- | -------------- | ----------- | ----------- | ----------- | ----------- | ----------- | ----------- | ----------- |
| 1992 | Albertville    | 17.         | 33.         | nd.         | nd.         | 4.          | nd.         | –           |
| 1994 | Lillehammer    | 41.         | 11.         | nd.         | nd.         | 13.         | nd.         | –           |
| 2002 | Salt Lake City | 32.         | 41.         | DNS         | nd.         | 4.          | nd.         | –           |

### Mistrzostwa świata
| Rok  | Miejscowość            | Konkurencje | Konkurencje | Konkurencje | Konkurencje | Konkurencje | Konkurencje | Konkurencje |
| Rok  | Miejscowość            | IN          | SP          | PU          | MS          | RL          | MR          | SR          |
| ---- | ---------------------- | ----------- | ----------- | ----------- | ----------- | ----------- | ----------- | ----------- |
| 1988 | Chamonix               | 8.          | 16.         | nd.         | nd.         | –           | nd.         | –           |
| 1989 | Feistritz              | –           | 19.         | nd.         | nd.         | –           | nd.         | –           |
| 1990 | Oslo/Mińsk/Kontiolahti | 11.         | 30.         | nd.         | nd.         | –           | nd.         | –           |
| 1991 | Lahti                  | 3.          | 8.          | nd.         | nd.         | 6.          | nd.         | –           |
| 1993 | Borowec                | 28.         | 21.         | nd.         | nd.         | 8.          | nd.         | –           |
| 1995 | Anterselva             | 31.         | 43.         | nd.         | nd.         | 7.          | nd.         | –           |
| 1996 | Ruhpolding             | 6.          | 54.         | nd.         | nd.         | –           | nd.         | –           |
| 1997 | Osrblie                | 40.         | 48.         | –           | nd.         | 11.         | nd.         | –           |
| 2000 | Oslo                   | 35.         | 41.         | 26.         | –           | 6.          | nd.         | –           |
| 2001 | Pokljuka               | 3.          | 4.          | 1.          | 4.          | 13.         | nd.         | –           |
| 2003 | Chanty-Mansyjsk        | –           | 45.         | 41.         | –           | –           | nd.         | –           |

### Puchar Świata

#### Miejsca w klasyfikacji generalnej
| Sezon     | Miejsce |
| --------- | ------- |
| 1987/1988 | 5.      |
| 1988/1989 | 12.     |
| 1989/1990 | 13.     |
| 1990/1991 | 18.     |
| 1991/1992 | 10.     |
| 1992/1993 | 22.     |
| 1993/1994 | 59.     |
| 1994/1995 | 30.     |
| 1995/1996 | 35.     |
| 1996/1997 | -       |
| 1997/1998 | -       |
| 1999/2000 | 62.     |
| 2000/2001 | -       |
| 2001/2002 | 69.     |
| 2002/2003 | 57.     |

#### Miejsca na podium w zawodach chronologicznie
| Lp. | Dzień       | Rok  | Miejscowość | Konkurencja                | Lokata | Pudła   | Czas biegu | Strata  | Zwycięzca          |
| --- | ----------- | ---- | ----------- | -------------------------- | ------ | ------- | ---------- | ------- | ------------------ |
| 1.  | 23 stycznia | 1988 | Anterselva  | Bieg indywidualny na 15 km | 1.     | 2+1+1   | 40:24,9    |         | –                  |
| 2.  | 28 stycznia | 1988 | Ruhpolding  | Bieg indywidualny na 15 km | 1.     | 2+0+0   | 40:21,8    | –       | –                  |
| 3.  | 9 marca     | 1989 | Östersund   | Bieg indywidualny na 15 km | 1.     | 1+1+1+0 | 54:08,0    | –       | –                  |
| 4.  | 1 lutego    | 1990 | Walchsee    | Bieg indywidualny na 15 km | 1.     | 1+0+1+1 | 55:23,6    | –       | –                  |
| 5.  | 24 lutego   | 1991 | Lahti       | Bieg indywidualny na 15 km | 3.     | 0+0+1+0 | 55:14,9    | +2:28,4 | Petra Behle        |
| 6.  | 14 marca    | 1992 | Fagernes    | Bieg indywidualny na 15 km | 3.     | 0+3+0+0 | 1:00:24,0  | +35,0   | Jiřina Pelcová     |
| 7.  | 19 marca    | 1992 | Nowosybirsk | Bieg indywidualny na 15 km | 3.     | 0+0+0+0 | 54:05,7    | +1:27,4 | Elin Kristiansen   |
| 8.  | 21 stycznia | 1993 | Anterselva  | Bieg indywidualny na 15 km | 1.     | 1+0+0+0 | 50:13,7    |         | –                  |
| 9.  | 11 marca    | 1993 | Östersund   | Bieg indywidualny na 15 km | 3.     | 0+0+0+2 | 50.59,2    | +2:43,8 | Martina Halinárová |
| 10. | 19 stycznia | 1995 | Oberhof     | Bieg indywidualny na 15 km | 3.     | 0+0+0+0 | 53:42,4    | +23,6   | Uschi Disl         |